# Dumbrăveni
Dumbrăveni (dawniej Elisabetopole, Ibaşfalău, Ibişfalău, Băşcăleţ, niem. Elisabethstadt, Epeschdorf, Eppeschdorf, Äpeschdorf, węg. Erzsébetváros, Ebesfalva) – miasto w zachodniej Rumunii, w północnej części okręgu Sybin (środkowy Siedmiogród). Liczy 12 195 mieszkańców (dane na rok 2002).
Położone nad rzeką Târnava Mare, 20 kilometrów na wschód od miasta Mediaș. Dawna siedziba rodu Apafich, od 1658 siedlisko ormian siedmiogrodzkich. Merem miasta od 2004 jest Traian Dorel Dur, członek Partii Socjaldemokratycznej.